# Newhalem
Newhalem (lushootseed nyelven dxʷʔiyb) az Amerikai Egyesült Államok északnyugati részén, Washington állam Whatcom megyéjében elhelyezkedő önkormányzat nélküli település.
A Háborús játékok egyes jeleneteit a településen forgatták.

## Éghajlat
A település éghajlata boreális (a Köppen-skála szerint Dfc).
| Hónap                                   | Jan.  | Feb.  | Már.  | Ápr. | Máj. | Jún. | Júl. | Aug. | Szep. | Okt. | Nov.  | Dec.  | Év    |
| --------------------------------------- | ----- | ----- | ----- | ---- | ---- | ---- | ---- | ---- | ----- | ---- | ----- | ----- | ----- |
| Rekord max. hőmérséklet (°C)            | 17,0  | 22,0  | 26,0  | 33,0 | 38,0 | 43,0 | 43,0 | 42,0 | 37,0  | 28,0 | 23,0  | 16,0  | 43,0  |
| Átlagos max. hőmérséklet (°C)           | 4,1   | 6,6   | 9,7   | 13,9 | 18,2 | 21,1 | 24,9 | 24,9 | 21,2  | 14,0 | 7,5   | 4,2   | 14,2  |
| Átlagos min. hőmérséklet (°C)           | −0,4  | 0,4   | 1,6   | 3,8  | 6,9  | 9,7  | 11,6 | 11,9 | 9,8   | 6,2  | 2,4   | 0,1   | 5,4   |
| Rekord min. hőmérséklet (°C)            | −17,0 | −17,0 | −10,0 | −5,0 | −1,0 | 2,0  | 4,0  | 4,0  | 0,0   | −7,0 | −14,0 | −20,0 | −20,0 |
| Átl. csapadékmennyiség (mm)             | 310   | 206   | 189   | 126  | 85   | 68   | 44   | 49   | 93    | 204  | 330   | 315   | 2019  |
| Forrás: Western Regional Climate Center |       |       |       |      |      |      |      |      |       |      |       |       |       |

## Nevezetes személy
- Tobias Wolff, író[5]

## Fordítás
- Ez a szócikk részben vagy egészben  a   Newhalem, Washington című angol Wikipédia-szócikk ezen változatának fordításán alapul.  Az eredeti cikk szerkesztőit annak laptörténete sorolja fel. Ez a jelzés csupán a megfogalmazás eredetét és a szerzői jogokat jelzi, nem szolgál a cikkben szereplő információk forrásmegjelöléseként.